# Klubi Sportiv Ada Velipojë
Il Klubi Sportiv Ada, KS Ada è una società calcistica con sede a Velipojë, in Albania. Fondato nel 1996, attualmente nella stagione 2016-2017 milita nella Kategoria e Dytë, la terza serie del campionato albanese.

## Rosa 2015/16
| N. |                    | Ruolo | Calciatore    |
| -- | ------------------ | ----- | ------------- |
| 1  | Albania (bandiera) | P     | Ardian Hila   |
| 3  | Albania (bandiera) | D     | Mahir Ishmaku |
| 4  | Albania (bandiera) | D     | Eduart Kolaj  |
| 5  | Albania (bandiera) | D     | Izmir Pelinku |
| 6  | Albania (bandiera) | C     | Erbert Hotaj  |
| 8  | Albania (bandiera) | C     | Daniel Jubani |
| 10 | Albania (bandiera) | A     | Stivi Vecaj   |
| 14 | Albania (bandiera) | A     | Elis Kabuni   |

| N. |                    | Ruolo | Calciatore     |
| -- | ------------------ | ----- | -------------- |
| 18 | Albania (bandiera) | C     | Eldon Ndreka   |
| 22 | Albania (bandiera) | A     | Paolo Markolaj |
| 2  | Albania (bandiera) | D     | Enis Ibraj     |
| 7  | Albania (bandiera) | C     | Jurgen Proda   |
| 12 | Albania (bandiera) | P     | Aldi Marku     |
| 16 | Albania (bandiera) | D     | Shefik Hoti    |
| 20 | Albania (bandiera) | C     | Ardit Mesi     |
| 25 | Albania (bandiera) | C     | Donald Lari    |
| 27 | Albania (bandiera) | D     | Armando Gjoka  |